# Jean-Pierre Léonard
Pour les articles homonymes, voir Léonard.
Jean-Pierre Léonard, né le 29 décembre 1889 à Dudelange (G.D. Luxembourg) et décédé le 5 décembre 1985 à Dindigul, au Tamil Nadu (Inde), était un prêtre jésuite luxembourgeois, missionnaire en Inde du Sud, évêque de Tiruchirapalli (1936) et ensuite archevêque de Madurai de 1938 à 1967.

## Biographie

### Jeunesse et formation
Né de père français et de mère belge, à Dudelange dans le Grand-duché de Luxembourg, Jean-Pierre perd ses parents dès son enfance. À 12 ans il se trouve à l’école apostolique des jésuites français, à Thieux, en Champagne.  Les études secondaires terminées il entre au noviciat des jésuites français en exil, à 's Herenelderen près de Tongres, en Belgique (septembre 1908). 
Léonard est encore novice lorsqu’il quitte l'Europe avec quelques compagnons pour la mission des Jésuites français, dans la région de Madurai en Inde du Sud. Il achève son noviciat à Shembaganur et prononce ses premiers vœux en 1910. Intellectuellement doué et très persévérant il étudie la langue tamoule et la maitrise de manière remarquable, y compris son riche vocabulaire et sa difficile prononciation. Poursuivant la formation traditionnelle jésuite il fait la théologie au théologat de Kurseong où il est ordonné prêtre le 8 décembre 1921.

### Professeur et curé
Destiné à l’enseignement il est nommé au scolasticat de Shembaganur  où il forme les jeunes jésuites à la littérature classique (1924-1928) et à la philosophie (1928-1932).  Sa nomination comme curé de la cathédrale de Tiruchirapalli (1932) est un tournant dans sa vie. Il est contact direct avec les ‘Adi-Dravida’, une des castes les plus basses du peuple dravidien. Il prend un soin pastoral particulier de ces intouchables chrétiens qui se sentaient négligés par le clergé. Cela lui ouvre les yeux sur la gravité du problème social des castes. 
Bientôt (1934) il se trouve à la tête du séminaire Saint-Paul de Tiruchirapalli où sont formés les séminaristes d’Inde du Sud. Il y acquiert une réputation d’amabilité attentive mais très ferme dans ses rapports avec les séminaristes. Cependant l’évêque de Tiruchirapalli, Ange-Auguste Faisandier, donnant sa démission pour raison de santé, Jean-Pierre Léonard est appelé à lui succéder (1936).

### Évêque de Tiruchirapalli
L’ordination épiscopale a lieu le 15 mars 1936 dans la cathédrale de Tiruchi. Le délégué apostolique, Léo Kierkels est l'évêque consécrateur. Les co-consécrateurs sont les évêques Francis Tiburtius Roche et Vittore Rosario Fernandes (de). Jean-Pierre Léonard commence son ministère épiscopal par une décision qui fait sensation et crée un choc considérable... Quelques jours après la cérémonie de consécration, et sans consultation de qui que ce soit, il ordonne à tous ses curés de retirer de leurs églises les barrières qui séparent les fidèles de haute et basse caste. Cette décision initiale, et ce qu’elle signifie,  marquera tout son épiscopat. Il doit faire face à une vive opposition, des groupes de catholiques de haute caste refusant sa décision, allant en justice et formant pour quelque temps des  communautés schismatiques. Pour Léonard un principe chrétien intangible a été restauré : «Dans Son Église, tous sont absolument égaux devant Dieu».

### Évêque et archevêque de Madurai
Lorsque le diocèse de Madurai est créé par bifurcation de Tiruchirapalli (1938) et confié aux jésuites, l’évêque Léonard y est transféré. Partir de rien et mettre sur pied un nouveau diocèse est un travail de pionnier. Léonard excelle dans ce genre de défi. Rapidement il ouvre son séminaire, fonde une imprimerie et publie une revue diocésaine (en tamoul) pour mieux faire connaître la doctrine sociale de l'Église, organise des groupes d’action catholique, encourage et supervise son clergé qu’il visite régulièrement et invite à des rencontres et retraites spirituelles. Ses lettres pastorales sont rassemblées en deux livres, tamoul et anglais, publiés en 1961 sous le titre de ’The Pastor’s voice’. 
Dix-sept ans plus tard (19 septembre 1953), Madurai, dont la communauté chrétienne est devenue importante, devient archidiocèse métropolitain. L’infatigable pasteur devient archevêque. De vie personnelle simple et austère il a également un côté rigide qui cause des difficultés. Intransigeant avec la discipline (pour lui-même comme pour les autres) il a du mal à s’adapter au climat politique nouveau, né de l’indépendance du pays (1947).  Il est en conflit avec le supérieur jésuite régional, manie facilement les menaces d’excommunication, et devient de plus en plus autoritaire. Il est plusieurs fois demandé au père Jérôme D'Souza d’intervenir. 
Il est attentif à la formation spirituelle et théologique de son clergé mais est opposé à toute autre formation académique. Il refuse de les voir diriger des écoles. Comme archevêque de Madurai il prend part au concile Vatican II (1962-1965). Il en connaît bien les documents, mais a de la peine à mettre en pratique les réformes dans son diocèse, surtout celles qui lui enlèvent une partie de son autorité. Il y a du mécontentement, surtout parmi son jeune clergé. Des plaintes arrivent au Saint-Siège qui doit intervenir plusieurs fois. Par ailleurs il reste toujours très proche de ses fidèles particulièrement les plus pauvres et les dalits. Pour eux il est le ‘père’ compatissant et aimant.

### Démission
Serviteur discipliné de l’Église - et bien qu'en excellente santé -  il présente sa démission dès qu’il atteint les 75 ans. Même si en 1964, le concile est encore en session, et la nouvelle règle pas encore fermement établie.  Trois ans plus tard (avril 1967) un successeur indien lui est donné: Justin Diraviam (de).  
Il a 78 ans et se retire au scolasticat jésuite de Shembaganur, où il reste pastoralement actif, étant entre autres aumônier du Carmel voisin. Vers la fin de sa vie une surdité croissante l’éloigne des autres, mais augmente d’autant le temps donné à la prière et à l’union à Dieu, et au dialogue épistolaire. La correspondance qu’il entretient est considérable. Par ailleurs, il est étonné et dépassé par les nombreuses ‘innovations’ qu’il voit autour de lui, mais n’interfère jamais. 
Jean-Pierre Léonard meurt à Dindigul le 5 décembre 1985 à l'âge de 95 ans. En témoignage d’amour et de respect une très grande foule de fidèles participe à ses funérailles, dans la cathédrale de Madurai où son corps repose.

## Succession apostolique
Jean-Pierre Léonard a ordonné les évêques suivants :
- Évêque James Mendonça (de) (1938)

## Écrits
- The Pastor’s voice, Madurai, 1961.